# Nada Cristofoli
Nada Cristofoli (Spilimbergo, 6 gennaio 1971) è un'ex pistard e ciclista su strada italiana, attiva tra le Elite dal 1989 al 1999.

## Carriera
Nata nel 1971 a Spilimbergo, in provincia di Pordenone, debutta tra le Elite dal 1989. In carriera partecipa a otto edizioni del Giro Donne, la prima nel 1989, vincendo in tutto tre tappe, due nel 1993 e una nel 1997; nella "Corsa rosa" ottiene come miglior piazzamento l'undicesimo posto nell'edizione 1993. Partecipa invece quattro volte alla Grande Boucle in Francia (la prima nel 1992), piazzandosi inoltre ottava al Tour de la CEE féminin 1993. In carriera si aggiudica anche il Giro del Friuli e il prologo del Giro del Trentino Internazionale Femminile, entrambe nel 1995 in maglia GS Gelati Sanson.
Nel 1993 e 1994 è selezionata in Nazionale per gareggiare ai Mondiali su strada di Oslo e Agrigento; conclude le prove rispettivamente 36ª e 13ª. Nel 1995 è medaglia d'argento ai Mondiali su pista di Bogotà nella corsa a punti, alle spalle della russa Svetlana Samochvalova; nello stesso anno è campionessa italiana della specialità. L'anno dopo partecipa ai Giochi olimpici di Atlanta 1996, piazzandosi decima nella corsa a punti.
Conclude la carriera nel 1999, a 28 anni, dopo una stagione alla Edil Savino.

## Palmarès

### Strada
- 1991 (A.S. Merate Cantine Pirovano, una vittoria)

Vertemate con Minoprio
- 1992 (A.S. Merate Cantine Pirovano, una vittoria)

Lunata
- 1993 (GS Mogliano, due vittorie)

2ª tappa Giro Donne
8ª tappa Giro Donne
- 1994 (GS Gelati Swanson, una vittoria)

Trofeo Maccari
- 1995 (GS Gelati Swanson, quattro vittorie)

Prologo Giro del Trentino Internazionale Femminile (cronometro)
Giro del Friuli
Trofeo Cerrini
Cavriè
- 1997 (GS Gelati Swanson, una vittoria)

2ª tappa Giro Donne (Colonnella > Martinsicuro)
- 1998 (Vittorio Veneto Sprint, una vittoria)

Vertemate con Minoprio

### Pista
- 1995

Campionati italiani, corsa a punti

## Piazzamenti

### Grandi Giri
- Giro Donne

1989: 34ª
1990: 61ª
1993: 11ª
1994: 16ª
1995: 35ª
1997: 47ª
1998: 28ª
1999: 18ª
- La Grande Boucle Féminine Internationale

Tour Cycliste 1992: 54ª
Tour de la CEE 1993: 8ª
Tour Cycliste 1994: 36ª
Tour Cycliste 1997: 53ª
Grande Boucle 1999: 44ª

### Competizioni mondiali
- Campionati del mondo su strada

Oslo 1993 - In linea: 36ª
Agrigento 1994 - In linea: 13ª
- Campionati del mondo su pista

Bogotà 1995 - Corsa a punti: 2ª
- Giochi olimpici

Atlanta 1996 - Corsa a punti: 10ª